# Môi giới tìm tài sản
Môi giới tìm tài sản (hay Đại lý tìm kiếm tài sản, Môi giới người mua) là các công ty và cá nhân đại diện cho người mua trong giao dịch tài sản. Thuật ngữ này phổ biến hơn ở Vương quốc Anh, nhưng tại Hoa Kỳ, tình huống này được gọi là môi giới người mua và ở Úc, nó được gọi là Vận động người mua.
Môi giới tìm tài sản chuyên tìm nguồn cung ứng và thương lượng mua tài sản thay mặt cho người mua. Về bản chất, môi giới tìm tài sản sẽ phát triển sự hiểu biết sâu sắc về các yêu cầu, mong muốn và mục tiêu tài sản của khách hàng, sau đó cố gắng tìm một tài sản phù hợp với tất cả các yêu cầu này để khách hàng của mình có được.
Ở Anh cho đến đầu những năm 1990, các đại lý tham gia vào một giao dịch tài sản đã làm việc cho người bán với tư cách là đại lý bất động sản. Bây giờ, môi giới tìm tài sản tồn tại để đại diện cho lợi ích của người mua hoặc người thuê. Ngày nay tại Hoa Kỳ nơi có nghĩa vụ ủy thác, nếu người mua đang làm việc với một nhà môi giới không phải là nhà môi giới đại diện cho người bán bằng cách "niêm yết" tài sản để bán, anh ta có thể chọn ký kết hợp đồng môi giới người mua. (Trong một số trường hợp cơ quan kép được pháp luật cho phép, ngay cả nhà môi giới niêm yết cũng có thể đại diện cho người mua). Nếu người mua không tham gia vào thỏa thuận này, anh ta / cô ta vẫn là khách hàng của nhà môi giới, người sau đó là đại lý phụ của nhà môi giới của người bán. Propertyfinder là Thương hiệu đã đăng ký tại Úc - Trade Mark # 1081652.

## Lịch sử
Môi giới tài sản / Đại lý của người mua có nguồn gốc từ Hoa Kỳ vào đầu những năm 1990 và đã phát triển để tham gia vào hơn 67% giao dịch tài sản thời đó. Trong những năm gần đây, xuất phát chủ yếu từ ngành tái định cư, môi giới tài sản hiện có sự tham gia nổi bật trong việc mua và cho thuê bất động sản trên khắp châu Âu.

## Lệ phí
Phần lớn những nhà môi giới tài sản tính phí tham gia / phí lưu giữ trước khi họ bắt đầu tìm kiếm một tài sản. Người dùng của các đại lý bất động sản cung ứng toàn bộ dịch vụ ở Anh có thể phải trả một khoản phí cố định trong khi thông thường hơn ở Mỹ là phần trăm giá mua bất động sản có thể được nhận từ nhà môi giới người bán bằng cách đề nghị bồi thường cho các nhà môi giới hợp tác hoặc có thể được thanh toán trực tiếp bởi người mua.
Dựa trên luật thuế của Hoa Kỳ, các nhà đầu tư có thể thấy rằng chi phí sử dụng môi giới tìm tài sản được khấu trừ thuế khi mua bất động sản đầu tư. Tuy nhiên, đối với người thực sự ở trong căn nhà mình, không được phép giảm thuế trừ khi tổng chi phí mua lại so với giá bán và lợi nhuận cuối cùng có thể được xác minh nếu có bất kỳ khoản thuế thu nhập bán tài sản nào đến hạn. Trong một số trường hợp, môi giới tìm tài sản sẽ chỉ tính tỷ lệ phần trăm dựa trên những gì họ có thể tiết kiệm với một giao dịch.
Trái ngược với thông luật của hầu hết các tiểu bang Hoa Kỳ (nơi người môi giới (mua bán) bất động sản làm việc và đại diện cho lợi ích của người bán chứ không phải người mua - bất kể họ tham gia vào thỏa thuận đại lý để làm như vậy - và chức năng của họ là đạt được mức giá cao nhất theo các điều khoản tốt nhất đối với người bán), người môi giới tìm / mua tài sản đang làm việc và đại diện cho người mua, do đó tạo ra sự cân bằng giữa các kỹ năng và chuyên môn có sẵn cho cả hai bên trong giao dịch.